# Gwenaëlle Grovonius

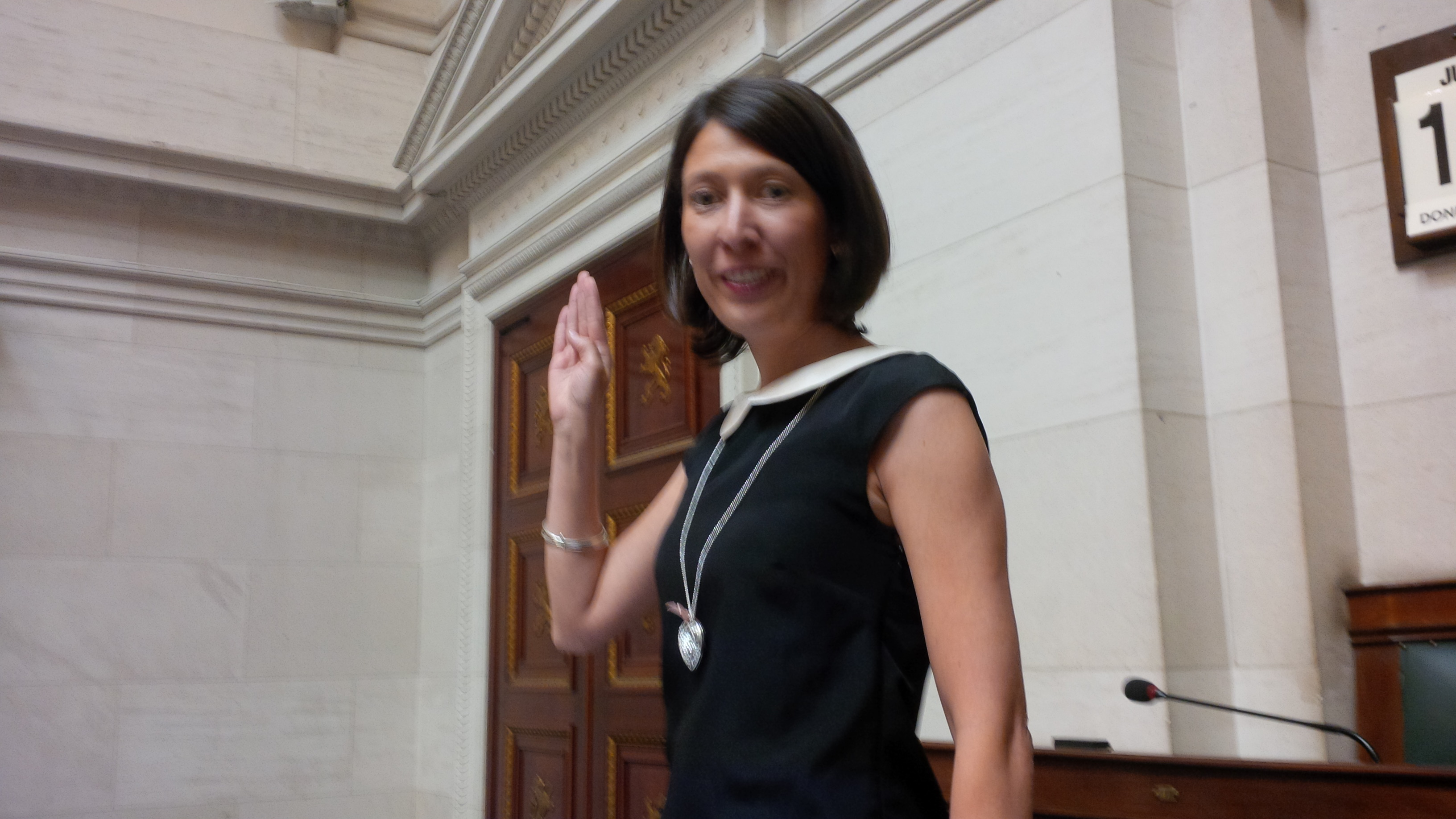
Gwenaëlle Grovonius tijdens haar inzwering in de Kamer van volksvertegenwoordigers op 19 juni 2014

Gwenaëlle Grovonius (Namen, 16 oktober 1978) is een Belgisch politica voor de PS.

## Levensloop
Grovonius groeide op in een familie die heel geëngageerd was in syndicale middens. Ze behaalde in 2001 een diploma als vertaalster aan de ULB en in 2002 speciaal diploma in internationale relaties, specialisatie ontwikkelingssamenwerking aan de UCL. Vervolgens verbleef ze zes maanden in de Russische stad Sint-Petersburg, om haar kennis in vreemde talen verder uit te bouwen. 
Ze begon haar beroepsloopbaan bij de ngo Solidarité Socialiste en werkte daarna tussen 2004 en 2011 als medewerker op verschillende kabinetten van ministers in de Waalse regering en de Franse Gemeenschapsregering: dat waren achtereenvolgens Benoît Lutgen, Jean-Claude Van Cauwenberghe, Elio Di Rupo en Rudy Demotte. Ze was daarbij bevoegd voor de betrekkingen met het parlement. Van 2011 tot 2014 stond ze vervolgens aan het hoofd van de Fédération Infor Jeunes, het onthaal- en informatiecentrum voor jongeren van de Franse Gemeenschap.
In 2006 werd Grovonius voor de PS tevens verkozen tot OCMW-raadslid van de stad Namen, waar ze van 2009 tot 2019 gemeenteraadslid was. In augustus 2019 nam ze wegens persoonlijke redenen ontslag als Naams gemeenteraadslid.
Bij de federale verkiezingen van mei 2014 werd ze vanop de tweede plaats van de PS-lijst voor de kieskring Namen verkozen in de Kamer van volksvertegenwoordigers. Grovonius zetelde er onder meer in de commissie Buitenlandse Betrekkingen. Na de verkiezingen van mei 2019 maakte ze de overstap naar het Waals Parlement en het Parlement van de Franse Gemeenschap, waar ze verkozen werd voor het arrondissement Namen. In het Parlement van de Franse Gemeenschap werd ze voorzitter van het adviescomité voor de gelijkheid van vrouwen en mannen en in het Waals Parlement ondervoorzitter van de commissie belast met Europese aangelegenheden. Van december 2022 tot aan het einde van haar mandaat in juni 2024 was ze secretaris van deze assemblee. Bij de verkiezingen van mei 2024 was ze opnieuw kandidaat voor de Kamer, maar Grovonius werd niet meer verkozen.
Daarnaast was Grovonius van 2014 tot 2019 lid van de Interparlementaire Unie en zetelde ze van 2019 tot 2024 in het Benelux-parlement, waar ze ondervoorzitter werd van de commissie Landbouw, Economie en Energie.